# Nils Rohde
Nils Rohde (* 5. Februar 1987 in Kiel) ist ein deutscher Volleyball- und Beachvolleyballspieler.

## Karriere Hallenvolleyball
Nils Rohde spielte seit 1997 in den Jugendmannschaften der FT Adler Kiel und auch in der schleswig-holsteinischen Jugend-Landesauswahl. 2008 gelang ihm mit FT Adler der Aufstieg in die 2. Bundesliga. Danach spielte er für eine Saison in der Regionalliga beim Lokalrivalen TSV Kronshagen, bevor er 2009 zur FT Adler (ab 2010 VT Kiel) zurückkehrte. 2012 wechselte die komplette Zweitligamannschaft zu den KMTV Eagles Kiel, bei denen Rohde bis 2015 aktiv war. Seit 2020 spielt er beim Kieler TV in der Regionalliga.

## Karriere Beachvolleyball
Nils Rohde spielt seit 2002 mit verschiedenen Partnern (u. a. Sebastian Fuchs, Sebastian Dollinger und Max Lake) auf nationalen Beachvolleyball-Turnieren. Von 2008 bis 2010 spielte er zusammen mit dem Berliner Stefan Köhler, mit dem er 2010 in Alanya (Türkei) Studentenweltmeister wurde. 2011 spielte Nils Rohde mit Eugen Bakumovski und auch wieder mit Sebastian Fuchs. 2012 war Philipp Arne Bergmann sein Partner im Sand. An der Seite von Florian Huth wurde Nils Rohde 2012 Deutscher Hochschulmeister. Das Team Bergmann/Rohde gewann den Meistertitel in Niedersachsen und wurde Siebter bei den Deutschen Meisterschaften 2012 in Timmendorfer Strand. 2013 spielte Rohde zusammen mit Florian Lüdike.

## Privates
Rohde studierte in Kiel Germanistik und Geschichte. Sein jüngerer Bruder Lars ist ebenfalls Volleyball- und Beachvolleyballspieler in Kiel.
Seit 2015 spielt Rohde Golf beim GC Lohersand in der Ober- und Regionalliga.